# La puerta del Pacífico (novela)
La puerta del Pacífico es una novela histórica sobre la Segunda Guerra Mundial de Alberto Vázquez-Figueroa publicada por Plaza y Janes en 2004.

## Resumen
Durante la Segunda Guerra Mundial el capitán de corbeta Karl Reissmuller Alvarado convence a sus superiores del ejército nazi para llevar a cabo un plan tan audaz que raya lo disparatado: bombardear el Canal de Panamá, con ello pretenden interrumpir una vía comercial vital para los Estados Unidos y la causa aliada y así debilitar su esfuerzo de guerra. Para lograr el bombardeo, dado que no la marina alemana no tiene capacidad para enviar una flota, eligen una pequeña isla deshabitada cercana a Santo Domingo para construir un pequeño aeródromo y enviar desde allí pequeños aviones que burlen la vigilancia. Afortunadamente dos valientes espías lesbianas conseguirán que el plan fracase.

### Relación con la realidad
Uno de los personajes de la novela es el almirante Wilhelm Canaris.
El alto mando alemán intentó llevar a cabo misiones de infiltración y sabotaje en territorio estadounidense, pero está operación contra el Canal de Panamá no está basada en ningún plan real.